# Адрия Рэй
А́дрия Рэй (англ. Adria Rae; настоящее имя — Кирстен ван Белкум, англ. Kiersten Van Belkum; род. 26 августа 1996 года, Мичиган, США) — американская порноактриса и режиссёр.

## Карьера
Выросла в городе Гранд-Рапидс, штат Мичиган. Потеряла девственность в 13 лет со своим бойфрендом. После окончания школы переезжает из дома родителей и начинает работать в торговом центре. Также около полугода работала в финансовой фирме.
После наступления совершеннолетия начала сниматься на веб-камеру на сайте MyFreeCams.com. Карьеру в порноиндустрии начала в августе 2015 года, до того как ей исполнилось 19 лет, со съёмок для студии PornPros. Первоначально работала под псевдонимом Аспен Рейн (Aspen Reign), но впоследствии, после того, как с ней связался реальный человек с таким именем, ей пришлось изменить свой псевдоним. Первую часть своего нового псевдонима — Adria — нашла через генератор имён, а вторую — Rae — взяла из-за его распространённости в виде фамилии. Летом 2016 года впервые снялась в сцене анального секса в фильме Anal Starlets 3 студии Evil Angel. В апреле 2017 года подписала эксклюзивный контракт с VR-студией WankzVR. Летом 2017 года впервые снялась в сцене двойного проникновения для студии Пьера Вудмана. Адрию Рэй представляет лос-анджелесское агентство талантов LA Direct Models. Также работает стриптизёршей.
В мае 2017 года порносайт Twistys.com выбрал её в качестве модели месяца (Treat of the Month). В конце марта 2018 года была объявлена порносайтом Fucking Awesome девушкой месяца. В октябре того же года стала девушкой месяца Girlsway. В конце сентября 2020 года впервые появилась на обложке журнала Hustler, для которого снялась вместе с Ланой Роудс. В январе 2021 года избрана «Вишенкой месяца» Cherry Pimps.
В октябре 2016 года стала лауреатом награды NightMoves Award в категории «Лучшая новая старлетка» (выбор редакции). Спустя год выиграла ту же награду, на этот раз в категории «Наиболее недооценённая исполнительница» (выбор редакции). В конце января 2018 года Адрия, вместе с Мелиссой Мур и Эльзой Джин, была объявлена победительницей премии AVN Awards в категории «Лучшая лесбийская групповая сцена» (за фильм Best New Starlets 2017). В январе 2020 года Адрия становится одной из семи лауреатов премии XBIZ Award в категории «Лучшая сцена секса — виртуальная реальность» (за Santa’s Naughty List).
По данным сайта IAFD на июль 2022 года, снялась в 567 порнофильмах.
В сентябре 2019 года Адрия дебютировала в качестве режиссёра, сняв для студии Deeper видео под названием Finish.

## Награды и номинации
| Список наград и номинаций | Список наград и номинаций  | Список наград и номинаций | Список наград и номинаций | Список наград и номинаций                                  |
| Год                       | Награда                    | Результат                 | Категория | Фильм                                                      |
| ------------------------- | -------------------------- | ------------------------- | --- | ---------------------------------------------------------- |
| 2016                      | NightMoves Award           | Победа                    | Лучшая новая старлетка (выбор редакции) | н/д                                                        |
| 2017                      | AVN Award                  | Номинация                 | Лучшая новая старлетка | н/д                                                        |
| 2017                      | AVN Award                  | Номинация                 | Награда поклонников: самый горячий новичок | н/д                                                        |
| 2017                      | Inked Award                | Номинация                 | Лесбийская сцена года (вместе с Марли Бринкс) | Spicing It Up                                              |
| 2017                      | NightMoves Award           | Победа                    | Наиболее недооценённая исполнительница (выбор редакции) | н/д                                                        |
| 2017                      | Spank Bank Technical Award | Победа                    | Anal Wunderkind | н/д                                                        |
| 2017                      | Spank Bank Technical Award | Победа                    | Most Wholesome Looking Pervert | н/д                                                        |
| 2018                      | AVN Award                  | Победа                    | Лучшая лесбийская групповая сцена (вместе с Мелиссой Мур и Эльзой Джин)                                                                                            | Best New Starlets 2017                                     |
| 2018                      | AVN Award                  | Номинация                 | Лучшая лесбийская сцена (вместе с Джией Пейдж) | Panty Raid (II)                                            |
| 2018                      | AVN Award                  | Номинация                 | Лучшая сцена секса в виртуальной реальности (вместе с Деймоном Дайсом, Джиной Валентиной, Зои Монро и Шанель Престон)                                              | Santa’s Wankzshop                                          |
| 2018                      | AVN Award                  | Номинация                 | Лучшая сцена триолизма (П/П/Д) (вместе с Ксандером Корвусом и Смоллом Хэндсом)                                                                                     | Sisters in Heat                                            |
| 2018                      | Fleshbot Award             | Номинация                 | Лучшая лесбийская сцена (вместе с Аллорой Эшлин, Картер Фокс, Кинсли Эден, Пеппер Ксо, Пэйтон Робби и Риной Скай)                                                  | Head Mistress In Charge                                    |
| 2018                      | Pornhub Award              | Номинация                 | Трое — это компания — лучшая исполнительница триолизма | н/д                                                        |
| 2018                      | Spank Bank Award           | Победа                    | Sensational Scissorist | н/д                                                        |
| 2018                      | Spank Bank Technical Award | Победа                    | Best Interlocking Grip… On And Off The Golf Course | н/д                                                        |
| 2018                      | XBIZ Award                 | Номинация                 | Лучшая сцена секса — табу (вместе с Чарльзом Дерой) | Stepmother 15                                              |
| 2019                      | AVN Award                  | Номинация                 | Лучшая лесбийская сцена (вместе с Кимми Грейнджер) | Skinny Dipping                                             |
| 2019                      | AVN Award                  | Номинация                 | Лучшая оральная сцена (вместе с Джеком Вегасом, Лео Кристенсеном, Марком Зейном, Рексом Оливером, Робби Экоу, Робом Бэнксом, Филти Ричем, Хантером и Чедом Альвой) | Facialized 5                                               |
| 2019                      | AVN Award                  | Номинация                 | Лучшая сцена двойного проникновения (вместе с Жаном Валь Жаном и Миком Блу)                                                                                        | My DP 3                                                    |
| 2019                      | AVN Award                  | Номинация                 | Лучшая сцена секса в виртуальной реальности (вместе с Алекс Блейк, Алией Лав, Деймоном Дайсом, Джиной Валентиной, Еленой Кошкой и Лили Адамс)                      | Christmas Bonus                                            |
| 2019                      | AVN Award                  | Номинация                 | Лучшая сцена секса парень/девушка (вместе с Джеймсом Дином) | Petites                                                    |
| 2019                      | AVN Award                  | Номинация                 | Лучшая сцена триолизма (Д/Д/П) (вместе с Маркусом Дюпри и Меган Рэйн)                                                                                              | Anal Perfection 6                                          |
| 2019                      | Fleshbot Award             | Номинация                 | Лучшая оральная сцена | Facialized 5                                               |
| 2019                      | Fleshbot Award             | Номинация                 | Лучшая сцена парень/девушка (вместе с Маркусом Дюпри) | Club Vixen 5                                               |
| 2019                      | Spank Bank Award           | Победа                    | Facial Cum Target of the Year | н/д                                                        |
| 2019                      | Spank Bank Technical Award | Победа                    | Most Likely To Fuck in a Sand Trap | н/д                                                        |
| 2019                      | XBIZ Award                 | Номинация                 | Лучшая сцена секса — табу (вместе с Диком Чибблсом и Тиффани Уотсон)                                                                                               | Right to Refuse                                            |
| 2019                      | XRCO Award                 | Номинация                 | Оргазмическая оралистка года | н/д                                                        |
| 2020                      | AVN Award                  | Номинация                 | Лучшая лесбийская групповая сцена (вместе с Джилл Кэссиди и Пейдж Оуэнс)                                                                                           | Bad Behavior (из Naughty in Bed)                           |
| 2020                      | Spank Bank Award           | Победа                    | Airtight Angel of the Year | н/д                                                        |
| 2020                      | Spank Bank Award           | Победа                    | Bewitching Brunette of the Year | н/д                                                        |
| 2020                      | Spank Bank Award           | Победа                    | Blowbang / Bukkake Badass of the Year | н/д                                                        |
| 2020                      | Spank Bank Technical Award | Победа                    | Tiger Woods’ Stiffest Competition | н/д                                                        |
| 2020                      | XBIZ Award                 | Номинация                 | Лучшая сцена секса — виньетка (вместе с Маркусом Дюпри и Миком Блу)                                                                                                | Sacrosanct Now                                             |
| 2020                      | XBIZ Award                 | Победа                    | Лучшая сцена секса — виртуальная реальность (вместе с Алекс Блейк, Джиной Валентиной, Лекси Лор, Майей Биджоу, Тейлор Блейк и Томми Ганном)                        | Santa’s Naughty List                                       |
| 2021                      | AVN Award                  | Номинация                 | Лучшая гэнгбэнг-сцена (вместе с Айзеей Максвеллом, Джексом Слейхером и Робом Пайпером)                                                                             | From Every Angle (из Blacked Raw V31)                      |
| 2021                      | AVN Award                  | Номинация                 | Лучшая режиссёрская работа — драма | If It Feels Good                                           |
| 2021                      | Inked Award                | Номинация                 | Групповая сцена года (вместе с Айзеей Максвеллом, Джексом Слейхером и Робом Пайпером)                                                                              | Blacked Raw V31                                            |
| 2021                      | Inked Award                | Номинация                 | Сцена года (вместе с Айзеей Максвеллом, Джексом Слейхером и Робом Пайпером)                                                                                        | Blacked Raw V31                                            |
| 2021                      | XBIZ Award                 | Номинация                 | Лучшая сцена секса — только девушки (вместе с Эбигейл Мэк) | She’s My Daddy                                             |
| 2021                      | XRCO Award                 | Номинация                 | Лучший режиссёр (полнометражные фильмы) | н/д                                                        |
| 2022                      | AVN Award                  | Номинация                 | Лучшая сцена мастурбации/стриптиза | Adria Rae: BJ, Anal and She Rims His Ass!                  |
| 2022                      | AVN Award                  | Номинация                 | Наиболее эпатажная сцена (вместе с Маркусом Дюпри и Эммой Хикс) | Emma Hix + Adria Rae: Young Anal 3-Way (из YA! Young Anal) |
| 2023                      | Fleshbot Award             | Номинация                 | Лучшая сцена группового секса (вместе с Джуэлз Блу и Рики Джонсоном)                                                                                               | Double the Pleasure                                        |
| 2024                      | AVN Award                  | Номинация                 | Лучшая сцена группового секса в виртуальной реальности (вместе с Джуэлз Блу и Оливером Дэвисом)                                                                    | Genshin Impact: Amber & Mona XXX Parody                    |
| 2024                      | Pornhub Award              | Номинация                 | Лучшая лесбийская исполнительница | н/д                                                        |
| 2024                      | XBIZ Award                 | Номинация                 | Лучшая сцена секса — виньетка (вместе с Оливером Флинном) | Kink Label 2                                               |
| 2025                      | AVN Award                  | Номинация                 | Лучшая ведущая актриса | Gold Diggers                                               |
| 2025                      | AVN Award                  | Победа                    | Лучшая сцена триолизма (вместе с Кимми Грейнджер и Сетом Гэмблом)                                                                                                  | Gold Diggers — Episode 5                                   |
| 2025                      | XMA Award                  | Номинация                 | Лучшая сцена секса — оргия/групповая (вместе с Ванной Бардо, Деймоном Дайсом, Джианной Диор, Николь Доши, Сетом Гэмблом и Эбигейл Мэк)                             | Bellesa’s All Star Orgy                                    |
| 2025                      | XMA Award                  | Номинация                 | Лучшая сцена секса — полнометражный фильм (вместе с Кимми Грейнджер и Сетом Гэмблом)                                                                               | Gold Diggers                                               |

## Избранная фильмография
- 2016 — Anal Starlets 3
- 2016 — Coming of Age 2
- 2016 — Creampie Virgins
- 2016 — Dominance and Submission
- 2016 — Father Figure 10
- 2017 — Amateur Introductions 24[52]
- 2017 — Anal Beauty 5
- 2017 — Step Siblings Caught 6[53]
- 2017 — Super Cute 7[53]
- 2017 — Tight 3[54]